# Kinky Boots (musikal)
Kinky Boots är en musikal med musik och text av Cyndi Lauper och manus av Harvey Fierstein. Handlingen är baserad på den sanna berättelsen som ligger bakom filmen Kinky Boots från 2005, om en stretande skomakare och hans drugande affärskollega.
Efter att musikalen utformats under 2008, följde dess urpremiär i oktober 2012 på Bank of America Theatre i Chicago av producenterna Daryl Roth och Hal Luftig. Premiären av Kinky Boots regisserades och koreograferades av Jerry Mitchell. Den hade Broadwaypremiär på Al Hirschfeld Theatre den 4 april 2013 efter förhandsvisningar från 3 mars 2013. 
Kinky Boots har svensk premiär 3 september 2016 på Malmö Opera. Oscar Pierrou Lindén spelar Lola medan Charlie görs av Andreas Weise.

## Början
Kinky Boots bygger på den brittiska filmen Kinky Boots från 2005 som handlar om en kämpande, familjeägd engelsk  skofabrik som undviker konkurs då fabrikschefen Charlie lägger fram en plan att tillverka fetisch-skor för drugor i stället för de klassiska herrskor hans firma är känd för. För att rädda sina anställda från att bli av med jobben går Charlie ihop med dragqueenen Lola för att rädda verksamheten.
När producenten Daryl Roth skickade en DVD med filmen till regissören Jerry Mitchell, var Mitchell mycket entusiastisk till att anpassa den för scenen. Hans första önskningar var att få Cyndi Lauper och Harvey Fierstein med på skeppet. Lauper skrev musiken och texterna medan Fierstein stod för manus. Fierstein sade att där finns några smärre skillnader mellan filmen "om att rädda en fabrik" och musikalversionen, där den senare innehåller "dragqueens som sjungande paraderar längs med det löpande bandet." Den största skillnaden är att musikalen är "i dess kärna, om två unga män som kommer från till synes motsatta världar som inser att de har en hel del gemensamt, och börjar med att stå upp emot sina pappor."

## Premiärskådespelare
| Roll           | Broadway            | West End         | Malmö                | Uppsala              |
| -------------- | ------------------- | ---------------- | -------------------- | -------------------- |
| Charlie Price  | Stark Sands         | Killian Donnelly | Andreas Weise        | Philip Jalmelid      |
| Lola           | Billy Porter        | Matt Henry       | Oscar Pierrou Lindén | Martin Redhe Nord    |
| Lauren         | Annaleigh Ashford   | Amy Lennox       | Åsa Fång             | Linda Kulle          |
| Nicola         | Lena Hall           | Amy Ross         | Li-Tong Hsu          | Lovisa Svensson      |
| Don            | Daniel Sherman      | Jamie Baughan    | Stefan Sauk          | Robert Noack         |
| George         | Marcus Neville      | Michael Hobbs    | Lars Humble          | Rolf Lydahl          |
| Pat            | Tory Ross           | Chloe Hart       | Tuva B Larsen        | Gladys del Pilar     |
| Trish          | Jennifer Perry      | Gillian Hardie   | Marianne Mörck       | Åsa Forsblad Morisse |
| Harry          | Andy Kelso          | Paul Ayres       | Snorre Ryen Tøndel   | Daniel Engman        |
| Richard Bailey | John Jeffrey Martin | Michael Vinsen   | Michael Jansson      | Egon Ebbersten       |

## Sångnummer
| Akt I - "Price & Son Theme" — Full ensemble - "The Most Beautiful Thing" — Full ensemble - "Take What You Got" — Harry, Charlie & Club Patrons - "The Land of Lola" — Lola & Angels - "Beware the Black Widow" — Lola & Angels - "Step One" — Charlie - "Sex is in the Heel" — Lola, Pat, George, Angels & fabriksarbetare - "The History of Wrong Guys" — Lauren - "I'm Not My Father's Son" — Lola & Charlie - "Everybody Say Yeah" — Charlie, Lola, Angels & fabriksarbetare | Act II - "Price & Son Theme" (reprise) — Full ensemble - "What a Woman Wants" — Lola, Pat, Don, George & kvinnorna på fabriken - "In This Corner" — Lola, Don, Pat, Trish, Angels & fabriksarbetare - "So Long, Charlie" — Nicola - "The Soul of a Man" — Charlie - "Hold Me in Your Heart" — Lola - "Raise You Up/Just Be" — Full ensemble |